# Delphi.NET
Delphi.NET to język programowania Delphi, który został zaprojektowany dla architektury platformy .NET
Język Delphi.NET nieznacznie różni się składniowo od tego użytego dla programów Win32. Delphi.NET obsługuje Framework 1.0, 1.1, 2.0. Obecnie język Delphi.NET nie jest już rozwijany. Zastąpił go język Delphi Prism.

## Cechy i funkcjonalność
- Kod tworzony w języku Delphi dla Win32 z wykorzystaniem komponentów VCL można przenieść na platformę .NET, dzięki VCL.NET.
- Wsparcie dla: Blackfish SQL, Microsoft SQL, Oracle, DB2, Informix, Sybase
- Sterowniki dbExpress dla InterBase i MySQL
- Komponenty dbGO dla Microsoft ADO (MDAC 2.8)
- Komponenty BDE z obsługą baz dBASE i Paradox
- Komponenty Indy (Internet Direct)

## Historia
W roku 2003 postanowiono wprowadzić język Delphi na platformę .NET. Wiele projektów pisanych w Delphi dla Win32 dawało się przenieść na tę platformę niemal automatycznie, gdyż powstał odpowiednik standardowych bibliotek VCL języka Delphi dla .NET nazwany VCL.NET. Rozwijanie i pielęgnacja VCL.NET pochłaniała znaczne środki firmy Borland, producenta kompilatora Delphi.NET, co też przyczyniło się do stracenia pozycji lidera na rynku oprogramowania przez firmę Borland i trudności finansowe firmy. Chociaż standard .NET jest otwarty i jawny, nowe uregulowania i możliwości firma Microsoft (firma w której narodziła się idea platformy .NET) publikowała dopiero ze swoimi środowiskami programistycznymi co powodowało zwolniony rozwój wszystkich języków .NET niewspieranych przez Microsoft, w tym również języka Delphi.NET. Dodatkową trudność w rozwijaniu języka Delphi.NET stanowiła polityka firmy Microsoft, polegająca na częstym wypuszczaniu nowych wersji .NET które były niekompatybilne ze sobą. Wersja .NET 2.0 oprócz nazwy miała zupełnie inną architekturę niż .NET 1.0 i .NET 1.1. Wersja .NET 3.0 była kompatybilna w stosunku do młodszych wersji, lecz niosła z kolei zmiany w architekturze platformy 3.0 w stosunku do .NET 2.0, zamiast być tylko jej rozwinięciem. Ponieważ bardzo trudno było dostosowywać język Delphi.NET do wciąż zmieniających się standardów, firma CodeGear wydzielona z firmy Borland i przejęta przez Embarcadero zaniechała rozwoju języka Delphi.NET w roku 2008, kiedy to Embarcadero oficjalnie zapowiedziała wypuszczenie swojego nowego kompilatora Delphi Prism. Nowy język stanowi połączenie języka Delphi i Oxygene.